# Procedimento de radiotelefonia
O procedimento de radiotelefonia inclui várias técnicas usadas para esclarecer, simplificar e padronizar as comunicações faladas em rádios bidirecionais, em uso pelas forças armadas, na aviação civil, nos sistemas de despacho policial e de bombeiros, Serviço Rádio do Cidadão e rádio amador.
As comunicações de procedimentos de voz destinam-se a maximizar a clareza da comunicação falada e reduzir erros na mensagem verbal pelo uso de uma nomenclatura aceita. Consiste em um protocolo de sinalização, como o uso de códigos abreviados como os códigos 10 do SRC, os códigos Q do radioamadorismo e aviação, códigos policiais, etc., e jargão.
Alguns elementos do procedimento de voz são compreendidos em muitas aplicações, mas existem variações significativas. As forças armadas dos países da OTAN têm procedimentos semelhantes para facilitar a cooperação e as organizações pseudomilitares muitas vezes baseiam seus procedimentos neles, de modo que existem alguns pontos em comum.

Os impactos de ter operadores de rádio que não são bem treinados em procedimentos padrão podem causar problemas operacionais e atrasos significativos, como exemplificado por um caso de radioamadores durante o furacão Katrina, em que:
...muitos dos operadores que foram implantados tinham excelentes kits de viagem e habilidade técnica, mas estavam seriamente carentes de habilidade para lidar com o tráfego. Em um caso, levou quase 15 minutos para passar uma mensagem de 25 palavras.